# János Bárd
 János Bárd (* 27. August 1908 in Mérk, Komitat Szatmár, Österreich-Ungarn; † 23. September 1982 in Kalocsa) war ein Bischof in Ungarn.

## Werdegang
Seinen Familiennamen „Leber“ ließ er auf Druck magyarisieren. Er entschloss sich, Priester zu werden; den begabten Seminaristen schickte sein Bischof zu Studien nach Rom und Innsbruck. Bárd begegnete dem christlichen Philosophen Johannes Baptist Lotz, der ihn auf die transzendentale Metaphysik bei Nicolai Hartmann aufmerksam machte. 1933 wurde er in Kalocsa zum Priester geweiht. Danach lehrte Bárd an der Theologischen Hochschule in Szeged. 1943 erschien seine erkenntnistheoretische Schrift „Az idealismusból a realismus felé. Különös tekintettel Nicolai Hartmann ismeretelméleti valóságtanára“ (dt.: „Aus dem Idealismus zum Realismus. Mit besonderer Berücksichtigung der erkenntnistheoretischen Wirklichkeitslehre von Nicolai Hartmann“). 
Im April 1951 wurde Bárd in Kalocsa zum Bischof geweiht. Als Weihbischof stand er an der Seite von Erzbischof József Grősz, den die kommunistischen Machthaber im Mai 1951 verhafteten und der bis zum Mai 1956 inhaftiert blieb. Im Juli 1951 legte er zusammen mit anderen Bischöfen den erzwungenen Eid auf die Loyalität gegenüber der stalinistisch geführten „Ungarischen Volksrepublik, ihrem Volk und ihrer Verfassung“ ab. Gleichwohl klassifizierte ihn das „Staatliche Amt für Religionsangelegenheiten“ als „reaktionär“. Nach dem Tod von Erzbischof Grősz im Oktober 1961 wurde Bárd vom Papst zum Apostolischen Administrator ernannt und sollte nach dem Willen des Heiligen Stuhls der künftige Erzbischof werden, durfte jedoch das Amt ohne die staatliche Genehmigung nicht ausüben. Er wurde auf Druck in entlegene Dörfer versetzt. Am 23. September 1982 starb er als Internierter im Erzbischöflichen Kastell von Kalocsa.

## Werke
- Az idealismusból a realismus felé. Különös tekintettel Nicolai Hartmann ismeretelméleti valóságtanára. Budapest, 1943.
- N. Hartmann létmódjai. In: Bölcseleti Közlemények 7.,1941.